# 比赫斯
比赫斯是哥倫比亞的城鎮，位於該國西部，由考卡山谷省負責管轄，距離首府卡利31公里，始建於1539年，面積122平方公里，海拔高度823米，2005年人口9,592。
3°42′N 76°27′W / 3.700°N 76.450°W